# Marian Hilla
Marian Hilla (ur. ok. 1972, zm. 9 maja 2024) – polski dziennikarz i muzyk, członek zespołu Poparzeni Kawą Trzy.

## Życiorys
Był absolwentem Akademii Muzycznej im. Feliksa Nowowiejskiego w Bydgoszczy w klasie oboju. Przez wiele lat związany był jako dziennikarz z radiem RMF FM.
W 2005 był jednym z założycieli grupy Poparzeni Kawą Trzy, w której grał na saksofonie, udzielał się jako wokalista pomocniczy oraz pełnił funkcję menedżera. Razem z grupą dokonał nagrania albumów Musculus Cremaster (2011) i Wezmę cię (2013), a także wylansował utwór Byłaś dla mnie wszystkim oraz zdobył nagrodę dziennikarzy podczas festiwalu TOPtrendy 2011.
Zmarł w maju 2024.